# 柘植新
柘植 新（つげ しん）は、日本の化学工学者。名古屋大学名誉教授。元日本分析化学会会長。

## 人物・経歴
1962年名古屋大学工学部応用化学科卒業。1964年名古屋大学大学院工学研究科応用化学専攻修士課程修了。1970年名古屋大学より工学博士の学位を取得。1979年高分子学会賞受賞。1981年名古屋大学工学部応用化学科教授。1987年日本化学会学術賞受賞。2002年日本分析化学会会長。